# Тахмурас (река)
Тахмурас (тадж. Таҳмурас; до 31 июля 2023 года — Танымас, Танимас) — река, протекающая в Горно-Бадахшанской автономной области Таджикистана. Сливаясь с рекой Кокуйбель образуют Гудару. Основной приток Кабудджар (Кокджар, Шуралысу, левый). Начало берёт из ледников Северный Тахмурас и Грум-Гржимайло расположенных на склонах хребтов Язгулем и Северный Тахмурас.
Длина — 70 км. Площадь водосбора — 1600 км². Количество рек протяжённостью менее 10 км расположенных в бассейне Танымас — 107, их общая длина составляет 201 км.